# Syrphoctonus luisi
Syrphoctonus luisi là một loài tò vò trong họ Ichneumonidae.